# NGC 5522
NGC 5522 (również PGC 50889 lub UGC 9116) – galaktyka spiralna (Sb), znajdująca się w gwiazdozbiorze Wolarza. Odkrył ją William Herschel 19 marca 1787 roku. Jest to galaktyka aktywna.